# Rebel Moon – Teil 1: Kind des Feuers
Rebel Moon – Teil 1: Kind des Feuers (Originaltitel Rebel Moon – Part One: A Child of Fire) ist ein epischer Weltraumfilm von Zack Snyder, der Mitte Dezember 2023 in die US-Kinos kam und kurz später in das Programm von Netflix aufgenommen wurde. Eine Fortsetzung mit dem Titel Rebel Moon – Teil 2: Die Narbenmacherin wurde im April 2024 in das Programm von Netflix aufgenommen. Die Filme bilden den Auftakt eines geplanten Sci-Fi-Universums bei dem Streamingdienst.

## Handlung
Eine friedliche Kolonie auf dem Mond Veldt am Rande der Galaxie wird von den Armeen eines tyrannischen Regenten namens Balisarius bedroht. Die „Mutterwelt“ hat Admiral Atticus Noble dorthin geschickt, um Getreide für seine Armee zu fordern. Die verzweifelten Zivilisten entsenden daher Kora, eine junge Kriegerin mit einer mysteriösen Vergangenheit, die sich auf Veldt versteckt hat. Sie stellt ein Team von Kämpfern aus der ganzen Galaxie zusammen und nimmt den Bauern Gunnar mit. Gemeinsam mit ihren Mitstreitern kämpft sie gegen die Armeen Balisarius’, die sie terrorisieren.

## Produktion

### Regie und Drehbuch
Regie führte Zack Snyder, der gemeinsam mit Shay Hatten und Kurt Johnstad auch das Drehbuch schrieb. Rebel Moon ist von den Arbeiten von Akira Kurosawa, wie etwa Die sieben Samurai, und den Star-Wars-Filmen inspiriert. Rebel Moon soll ein neues Sci-Fi-Universum bei Netflix etablieren, das in Zukunft durch Serien, Bücher, Comics und Spiele ausgebaut wird.

### Besetzung und Dreharbeiten
Sofia Boutella spielt in der Hauptrolle die Kriegerin Kora. Charlie Hunnam verkörpert den Söldner und Raumschiffpiloten Kai, den Kora anheuert. Die Rolle des Admiral Atticus Nobles wurde mit Ed Skrein besetzt. Anthony Hopkins leiht dem Kampfroboter Jimmy seine Stimme. Michiel Huisman spielt den Bauern Gunnar, den Kora von Veldt mitnimmt. In weiteren Rollen sind Djimon Hounsou als General Titus, Ray Fisher als Darrian Bloodaxe, Cleopatra Coleman als dessen Schwester Devra, Jena Malone als Harmada, Bae Doona als Nemesis, Cary Elwes als der König des Imperiums und Corey Stoll als Sindri zu sehen.
Die Dreharbeiten fanden von April bis Ende November, Anfang Dezember 2022 statt. Regisseur Snyder betätigte sich wie auch bei seinem letzten Film Army of the Dead als Kameramann.

### Filmmusik und Veröffentlichung
Die Filmmusik komponiert Tom Holkenborg. Mit ihm hatte Snyder bereits für seine Filme Batman v Superman: Dawn of Justice, Justice League und Army of the Dead zusammengearbeitet. Mit A Call to Courage veröffentlichte Netflix Music im November 2023 ein erstes Musikstück aus dem Film. Das komplette Soundtrack-Album mit insgesamt 14 Musikstücken wurde am 15. Dezember 2023 veröffentlicht. Anfang April 2024 veröffentlichte Netflix Music zusätzlich eine Album mit dem Titel Rebel Moon – Songs of the Rebellion mit fünf von dem Franchise inspirierten Songs.
Der erste Trailer wurde im August 2023 vorgestellt, der zweite im November 2023. Erstmals wurde der Film im Rahmen einer Sondervorführung bei der Comic Con Experience in Brasilien gezeigt. Am 15. Dezember 2023 kam der Film in ausgewählte US-Kinos. Am 21. Dezember 2023 wurde Rebel Moon in das Programm von Netflix aufgenommen.

## Rezeption

### Kritiken
Die Kritiken fielen zu einem großen Teil negativ aus. Bei Rotten Tomatoes konnte der Film 22 % der 182 Kritiker überzeugen. Auf Metacritic erhielt Rebel Moon einen Metascore von 31 von 100 Punkten, basierend auf 40 Kritikerstimmen, was auf allgemein negative Rezensionen hinweist („Generally Unfavorable Reviews“).
Für den dreieinhalbstündigen Director’s Cut fielen die Kritiken besser aus – 53 % der Kritiker konnten überzeugt werden.

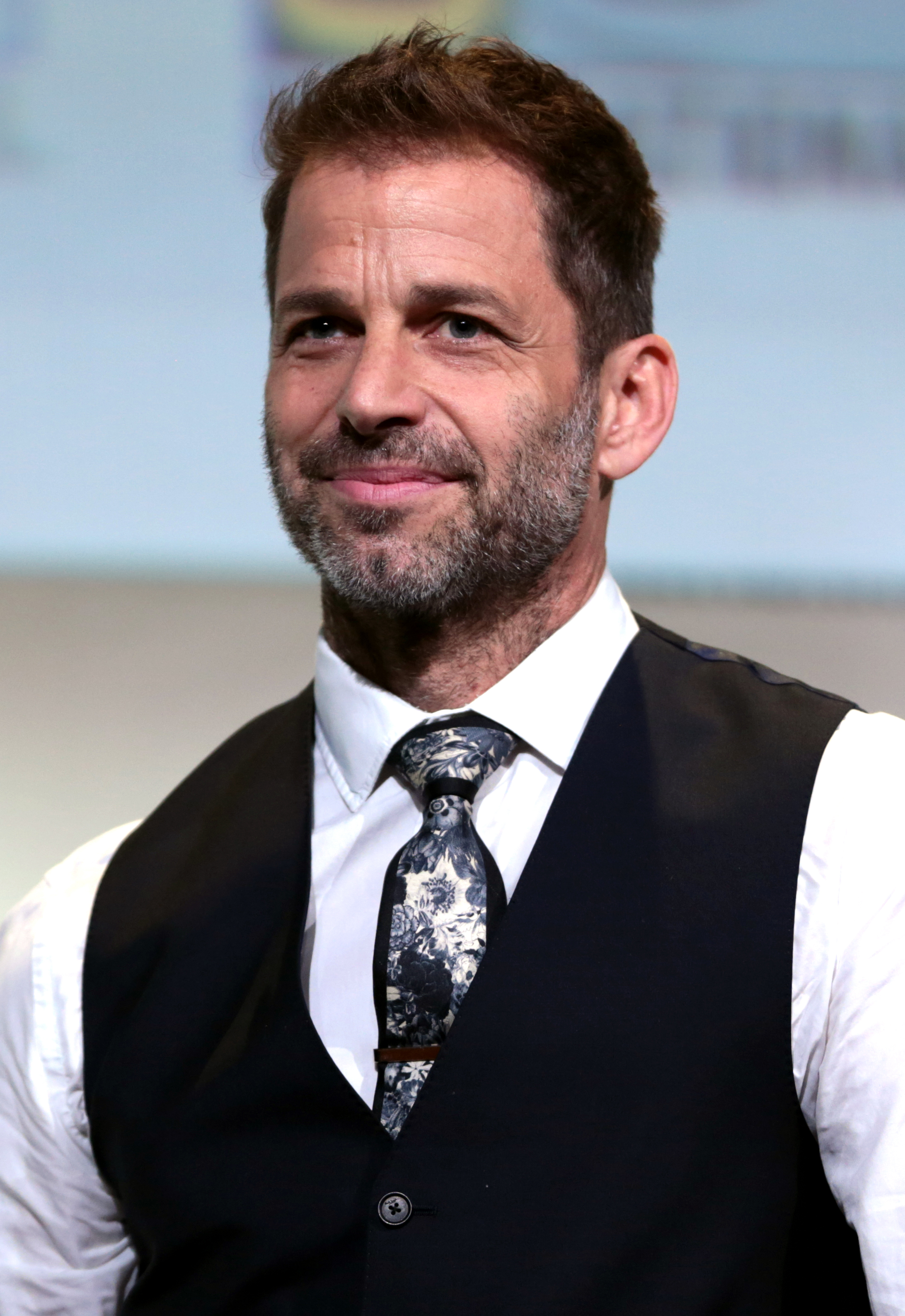
Regisseur Zack Snyder

Jeannette Catsoulis schreibt in ihrer Kritik in der New York Times, bei seinem Versuch, einigen sehr alten Ideen neuen Glanz zu verleihen, habe Zack Snyder eine ehrgeizige Diashow mit Einzelbildern abgeliefert. Das Ergebnis beschreibt sie als eine Weltraumoper, die aufgedunsen, aber selten beschwingt sei und bei dem Versuch, etwas Ganzes zu ergeben, das zusammenpasst, sehr bemüht wirke. Auch die Dialoge seien voller peinlicher Banalität. Dennoch sei Sofia Boutella in der Rolle von Kora eine angenehm spielerische und geschmeidige Heldin. Charlie Hunnam umgekehrt sei als schurkischer Kai ein Han-Solo-Ersatz und der einzige Darsteller mit einem Funken Persönlichkeit. Die lustigste und makelloseste Darstellung des Films komme jedoch von Jena Malone in der Rolle einer monströsen Spinnenfrau, die kleine Kinder entführt. Ihr Design orientiere sich schamlos an einer Doctor-Who-Figur, aber Malone verleihe ihr die Energie von Alice Krige als Königin der Borg.
Björn Becher von Filmstarts schreibt in seiner Kritik, mit einem Industrial-Look, den Snyder sichtlich in die Jahre gekommenen Raumschiffen und eigentlich schon ausrangierten Robotern verpasst, habe Rebel Moon eigentlich einen übergeordneten visuellen Ansatz, der diese neue Fantasy-Welt nicht nur vom Vorbild Star Wars abhebt, sondern auch erst einmal interessant macht. Aber wirklich genutzt werde diese ästhetische Steilvorlage selten. Gerade visuell sei das Sci-Fi-Epos enttäuschend, wenn man bedenkt, für welche Qualitäten Snyder sonst so bekannt ist. Statt unterschiedliche Welten zu erkunden und den Zuschauer in neue Schauplätze zu entführen, spiele das Geschehen meist an austauschbaren Orten, die es so auch auf jeder anderen Welt hätte geben können. Nicht nur deswegen wirke Rebel Moon nie episch.
In einer Doppelrezension der Director’s Cuts von Rebel Moon Teil 1 und 2 schrieb David James von We Got This Covered: „In einem Zeitalter algorithmisch erzeugten Einheitsbreis ist es ein Wunder, dass Zack Snyder Netflix davon überzeugen konnte, dieses schräge, blutige und wahrhaft bizarre Sci-Fi-Epos zu finanzieren. Ein Kultklassiker im Entstehen.“ James lobte unter anderem die Sexszenen, die Gewalt sowie die Schauspieler, während er die musikalische Untermalung bemängelte. Er vergab vier von fünf Sternen.

### Altersfreigabe
In den deutschsprachigen Ländern wird Rebel Moon von Netflix ab 12 Jahren empfohlen. In den USA wurde der Film von der MPAA als PG-13 eingestuft. Zudem erfolgte auch eine Veröffentlichung im Director’s Cut, die R-Rated ist.

### Auszeichnungen
Im Rahmen der Oscarverleihung 2024 wurde der Film in eine Shortlist der Kategorie Visuelle Effekte aufgenommen.
Artios Awards 2024
- Nominierung für den „Zeitgeist Award“ (Kristy Carlson & Jeanette Benzie)[30]

Costume Designers Guild Awards 2024
- Nominierung für die Besten Kostüme in einem Science-Fiction- oder Fantasyfilm (Stephanie Porter)
- Auszeichnung für die Besten Kostümillustrationen (Jason Pastrana)[31]

Make-Up Artists and Hair Stylists Guild Awards 2024
- Nominierung für die Besten Make-up-Spezialeffekte (Ozzy Alvarez, Justin Raleigh, Kelsey Berk & Jonathan Shroyer)[32]

## Synchronisation
Die deutsche Synchronisation entstand nach einem Dialogbuch und der Dialogregie von Björn Schalla im Auftrag der EVA Studios Germany GmbH in Berlin.
| Darsteller        | Synchronsprecher     | Rolle                 |
| ----------------- | -------------------- | --------------------- |
| Sofia Boutella    | Rubina Nath          | Kora                  |
| Charlie Hunnam    | Björn Schalla        | Kai                   |
| Ed Skrein         | Manuel Straube       | Admiral Atticus Noble |
| Fra Fee           | Nico Sablik          | Regent Balisarius     |
| Sky Yang          | Marco Eßer           | Aris                  |
| Alfonso Herrera   | Torben Liebrecht     | Cassius               |
| Ray Fisher        | Marios Gavrilis      | Darrian Bloodaxe      |
| Dominic Burgess   | Marco Kröger         | Dash Thif             |
| Stuart Martin     | Tobias Kluckert      | Den                   |
| Cleopatra Coleman | Flavia Vinzens       | Devra Bloodaxe        |
| Brandon Auret     | Matti Klemm          | Faunus                |
| Michiel Huisman   | Tim Knauer           | Gunnar                |
| Ingvar Sigurdsson | Hanns-Jörg Krumpholz | Hagen                 |
| Jena Malone       | Sabine Arnhold       | Harmada               |
| Ray Porter        | Reinhard Scheunemann | Hickman               |
| Greg Kriek        | Martin Kautz         | Marcus                |
| Doona Bae         | Aline Staskowiak     | Nemesis               |
| Corey Stoll       | Sven Gerhardt        | Pater Sindri          |
| Charlotte Maggi   | Emilia Raschewski    | Sam                   |
| Staz Nair         | Ricardo Richter      | Tarak                 |
| Djimon Hounsou    | Milton Welsh         | Titus                 |
| (Anthony Hopkins) | Jürgen Heinrich      | Jimmy                 |

## Fortsetzung und Director’s Cut
Eine Fortsetzung mit dem Titel Rebel Moon – Teil 2: Die Narbenmacherin (Originaltitel Rebel Moon – Part Two: The Scargiver) kam am 19. April 2024 in ausgewählte US-Kinos und wurde am gleichen Tag in das Programm von Netflix aufgenommen. Ein dritter Teil soll ebenfalls produziert werden, sowie eine Serie und ein Computerspiel.
Am 2. August 2024 wurde der Director’s Cut beider Filme veröffentlicht. Der erste Teil trägt hier den Untertitel Chapter One: Chalice of Blood und ist 204 Minuten lang. Der zweite Teil hat eine Länge von 173 Minuten und ist mit Chapter Two: Curse of Forgiveness untertitelt. Neben neuen Handlungssträngen wurden auch blutige Effekte ergänzt. Die Altersempfehlungen wurden dementsprechend raufgesetzt, ab 18 für den ersten und ab 16 für den zweiten Teil.